# Château de Crévy
Le château de Crévy (ou Créveix) est une ancienne sergenterie féodée de Ploërmel du XIVe siècle, située dans la commune déléguée de La Chapelle-Caro (commune de Val-d'Oust), dans le département du Morbihan, en France.

## Historique
Il s'agit d'un ancien oppidum romain. Propriété successive des familles Bonabes (vers 1149), Derval, Rougé (au xive siècle), Châteaugiron, alias de Malestroit (au xve siècle), Chastel, Montejean, Tournemine, Quelenec (en 1563), Rogier (en 1602), Descartes (en 1644), Brilhac (en 1741), Humbert, Brilhac (en 1809), Poulpiquet du Halgouët (en 1812), Breil de Pontbriand de La Caunelaye (en 1816). La seigneurie est érigée en comté, en 1697, au profit de François Rogier. Le château est au cœur du conflit (durant les guerres de religion) qui oppose la famille Malestroit qui est catholique à la famille de Rohan de Josselin qui est protestante. Le duc de Mercœur y avait garnison ; le parti du roi tenta vainement de s'en emparer. Le château a été très remanié au XVIIIe siècle par la famille de Brilhac et en 1855 par l'architecte Jacques Mellet (ajout d'un corps de logis à l'Ouest, encadré de deux tours). L'ensemble, restauré en 1966 par Monique Dunan (déjà créatrice de costumes pour Sacha Guitry, Marcel Carné, Jean Renoir, Claude Autant-Lara, et pour la série télévisée Les Rois maudits, version 1972), a abrité un musée du Costume, disparu à la suite du décès des propriétaires.
Les deux façades du XVIIe siècle sont inscrites au titre des monuments historiques en 1925, la tour d'angle sud-est étant, quant à elle, inscrite en 1970.

## voir aussi